# دايفيد هولتون
دايفيد هولتون (بالإنجليزية: David Holton)‏ هو أستاذ جامعي بريطاني، ولد في 1946.